# Sten Ahrland
Sten Harald Ahrland, född 4 augusti 1921 i Mariestads församling,  Skaraborgs län, död 31 mars 1997 i Norra Nöbbelövs församling Skåne län, var en svensk kemist.
Ahrland var 1971–1982 professor i oorganisk lösningskemi vid Naturvetenskapliga forskningsrådet och 1982–1987 i oorganisk kemi vid Lunds universitet. Hans forskning rörde metalljoners förmåga att bilda komplex tillsammans med andra joner och molekyler och rönte internationell uppmärksamhet. Detta gäller särskilt de affinitetssekvenser för sådana reaktioner som han på 1950-talet ställde upp tillsammans med Joseph Chatt.
Han utsågs till ledamot av Kungliga Humanistiska Vetenskapssamfundet i Lund 1987. Sten Ahrland är begravd på Norra kyrkogården i Lund.